# Långsjön (Hortlax socken, Norrbotten, 724927-175621)
Långsjön är en sjö i Piteå kommun i Norrbotten och ingår i Rokån-Jävreåns kustområde. Sjön har en area på 0,146 kvadratkilometer och ligger 46,2 meter över havet.

## Delavrinningsområde
Långsjön ingår i det delavrinningsområde (725055-175439) som SMHI kallar för Ovan 725231-175500. Medelhöjden är 72 meter över havet och ytan är 18,83 kvadratkilometer. Räknas de 3 avrinningsområdena uppströms in blir den ackumulerade arean 75,86 kvadratkilometer. Avrinningsområdets utflöde Svensbyån mynnar i havet. Avrinningsområdet består mestadels av skog (70 procent). Avrinningsområdet har 0,65 kvadratkilometer vattenytor vilket ger det en sjöprocent på 3,4 procent. Bebyggelsen i området täcker en yta av 0,67 kvadratkilometer eller 4 procent av avrinningsområdet.